# 小玉重夫
小玉 重夫（こだま しげお、1960年4月14日 - ）は、日本の教育学者。専門は、教育哲学、アメリカ教育思想、戦後日本の教育思想史。白梅学園大学学長。東京大学名誉教授。

## 来歴
1960年、秋田県南秋田郡飯田川町（現・潟上市）生まれ。1986年、東京大学法学部政治学科卒業、1993年、同大学大学院教育学研究科博士課程単位取得満期退学。学部時代は佐々木毅、大学院時代は堀尾輝久、汐見稔幸らに師事した。1998年2月、博士（教育学）を取得。
1997年、慶應義塾大学教職課程センター専任講師、2001年4月、お茶の水女子大学大学院人間文化研究科助教授、2006年12月、同教授。2008年、東京大学大学院教育学研究科准教授。2009年、同教授。2017-2019年、教育学研究科長・教育学部長。2024年4月、白梅学園大学学長、東京大学名誉教授。
妻は、教育学者でお茶の水女子大学大学院教授の小玉亮子。

## 主要な著書
- 『教育改革と公共性 ボウルズ＝ギンタスからハンナ・アレントへ』（東京大学出版会、1999年）
- 『シティズンシップの教育思想』（白澤社、2003年）
- 『教育と政治 戦後教育史を読みなおす』（共著、勁草書房、2003年）
- 『キーワード 現代の教育学』（共著、東京大学出版会、2009年）
- 『教育学をつかむ』（共著、有斐閣、2009年）
- 『教育史入門』（共編、放送大学教育振興会、2012年）
- 『教育思想史で読む現代教育』（共著、勁草書房、2013年）
- 『学力幻想』（筑摩書房、2013年）　ISBN 4480067191
- 『難民と市民の間で―ハンナ・アレント『人間の条件』を読み直す』（現代書館、2013年）
- 『シティズンシップ教育』（放送大学教育振興会、2026年）

## 訳書
- 『「教育」の社会学理論』（バジル・バーンステイン著、共訳、法政大学出版局、2000年）
- 『カール・マルクスと西欧政治思想の伝統』（ハンナ・アーレント著、共編訳、大月書店、2002年）
- 『学びへの学習』（ジェリー・ギル著、共訳、青木書店、2003年）
- 『グローバル化・社会変動と教育』第二巻（J-A.ディラボーほか著、共編訳、東京大学出版会、2012年）